# Amalienburg
Amalienburg és un pavelló de cacera construït entre 1734-1739 per François de Cuvilliés per a Carles VII i la seva esposa, Maria Amalia d'Àustria, dins de Nymphenburg, prop de Múnic. Als ulls de molts experts, és el millor exemple del rococó alemany.
Va ser dissenyat per François de Cuvilliés, gran divulgador del rococó com l'estil més important de la primera part del segle xviii publicant, entre 1738 i 1756, molts llibres sobre decoració d'interior, mobiliari, treballs en metall, i altres temes decoratius.
Amalienburg es construí entre 1734 i 1739 i estava dissenyat per a la dona de l'emperador, l'electriu Amalia, gran aficionada a la cacera.
La majoria part de la disposició interior gira al voltant de la sala de miralls, al centre de l'edifici. Obra de Johann Baptist Zimmermann i Joachim Dietrich, crea una atmosfera etèria amb els colors nacionals bavaresos, platejat i blau. Algunes habitacions estan unides, com el Gabinet blau (conté també una canera per als gossos de caça), i el Dormitori de l'electriu.